# Хлорококові
Хлорококові (Chlorococcales) — це порядок зелених водоростей у класі Chlorophyceae. Індивідуальні зразки іноді зустрічаються в ґрунті, але в основному в прісних і морських водах. Порядок містить близько 780 видів.

## Родини
- Actinochloridaceae(інші мови)
- Characiaceae(інші мови)
- Characiosiphonaceae(інші мови)
- Chlorococcaceae(інші мови)
- Chlorochytriaceae(інші мови)
- Chlorosarcinaceae(інші мови)
- Coccomyxaceae(інші мови)
- Dictyosphaeriaceae(інші мови)
- Endosphaeraceae(інші мови)
- Golenkiniaceae(інші мови)
- Hormotilaceae(інші мови)
- Hydrodictyaceae(інші мови)
- Hypnomonadaceae(інші мови)
- Micractiniaceae(інші мови)
- Nautococcaceae
- Protosiphonaceae(інші мови)
- Radiococcaceae(інші мови)
- Rhopalosolenaceae(інші мови)
- Scenedesmaceae(інші мови)
- Sorastraceae(інші мови)
- Sphaerodictyaceae(інші мови)
- Sphaeropleaceae(інші мови)
- Treubariaceae(інші мови)